# Punk (Decibel)
Punk è il primo album della band italiana Decibel, in cui compare come cantante un Enrico Ruggeri appena ventenne. È considerato uno dei primi e più influenti dischi punk rock italiani.
Alla fine del settembre 1977 i Decibel sparsero per Milano volantini con su stampato l'annuncio che il 4 ottobre presso la discoteca Piccola Broadway si sarebbe tenuto un concerto punk. I Decibel in realtà intendevano realizzare una serata in cui sarebbe scoppiata una rissa fra gli spettatori di diverse ideologie politiche, i componenti del gruppo non si presentarono quindi sul palco ma si appostarono sulla terrazza di un amico per guardare cosa stava accadendo: al concerto arrivarono inaspettatamente giovani punk da tutta la Lombardia che si imbatterono in un corteo di manifestanti di estrema sinistra: nacque uno scontro che finì sulle prime pagine di tutti i giornali nazionali, con il nome dei Decibel scritto in grassetto, il tutto grazie a questo scherzo che senza volere si era trasformato in un evento clamoroso. Data la popolarità che aveva assunto il nome Decibel, i componenti vennero subito contattati da varie etichette discografiche, e infine decisero di accettare la proposta di Shel Shapiro per la neonata Spaghetti Records.

## Descrizione
Caratterizzato da un suono duro, cupo e con vaghe influenze hard rock, è un album simbolico anche per i testi diretti e controversi di Ruggeri che trattano temi come l'omicidio, l'utilizzo di stupefacenti (LSD Flash) e soprattutto presentano un attacco al femminismo in voga all'epoca (Col dito... Col dito) oltre che ai mass media (Il lavaggio del cervello), prendendo come principale fonte di ispirazione lo stile ironico e scarno di Lou Reed. In particolare la canzone Superstar è divenuta oggetto di culto avendo anticipato di due anni l'omicidio di John Lennon da parte di un suo fan accanito. L'album stampato in poche centinaia di copie ebbe uno scarso riscontro di vendite, tant'è che allontanò i Decibel dalle sonorità punk rock del debutto spingendoli verso la new wave. L'album nel corso degli anni è stato ampiamente rivalutato e oggi rappresenta un cult per tutti gli appassionati di rock italiano.

## La copertina
Realizzata da Mario Convertino, la copertina dell'album con la scritta in primo piano "Punk" (la quale dà il nome al disco), mostra un pugno con delle borchie acuminate che manda in frantumi tutti i simboli del decennio precedente: il simbolo della pace e i Beatles insieme al cantautorato di Bob Dylan. Viene allineato il simbolo della svastica con quello della falce e il martello, in una voluta ambiguità ideologica. In alto a sinistra è visibile il simbolo fallico dei Decibel, rigorosamente in rosa.

## Tracce
Lato A
1. Figli di... – 3:46
2. Paparock – 4:13
3. LSD flash – 3:01
4. Superstar – 4:58

Durata totale: 15:58
Lato B
1. Il leader – 3:03
2. New York – 4:42
3. Col dito... Col dito – 3:18
4. Il lavaggio del cervello – 4:22

Durata totale: 15:25

## Formazione[5]
- Enrico Ruggeri –  voce
- Pino Mancini –  chitarra
- Erri Longhin –  basso
- Roberto Turatti –  batteria

## Curiosità
- Seppure scritte dalla band, tutte le canzoni dell'album sono accreditate al trio dei Dik Dik, visto che nessuno dei Decibel all'epoca era iscritto alla SIAE.[1]
- Paparock fu censurata a causa del testo satirico che parla ironicamente del Vaticano; sul disco il testo è stato silenziato con un effetto elettronico, le parole sono udibili solo in rare esibizioni dal vivo dell'epoca.[6]
- Tutte le canzoni tranne Paparock, Il leader e Col dito... Col dito sono state registrate nuovamente da Ruggeri nel 2004 e inserite nell'album tributo Punk prima di te.
- A causa di una disputa legale con la Spaghetti Records il disco non venne ristampato sino al 2017 e ne esistono solo poche centinaia di copie, ritenute pezzi da collezione.[3] .
- Dopo il ritrovamento negli archivi della ex RCA Italiana, ora di proprietà della Sony Music, dei master originali del disco in vinile, nel 2017 è stata effettuata una ristampa in vinile allegata al box da collezione (1000 esemplari numerati) pubblicato in occasione dell'uscita del nuovo album Noblesse oblige.
- Una rivisitazione del brano  Figli di... è presente sull'omonimo album d'esordio del gruppo di progressive rock Christadoro, pubblicato nel 2017.